# John Paulus
John Paulus (Bethlehem, Pensilvania, 8 de abril de 1953) es un guitarrista y bajista estadounidense, principalmente conocido por sus colaboraciones con John Mayall and The Bluesbreakers y Canned Heat.

## Biografía

### Comienzos
John Paulus nació el 8 de abril de 1953 en Bethlehem en Pensilvania. Desde niño, se mudó en Florida y comienza a tocar la guitarra a sus 10 años. Da sus primeros conciertos como profesional a la edad de 14 años. A sus 15 años, también empieza a tocar el bajo. Se interesa rápidamente al Blues y al R&B así como al rock de finales de los años 1960.
Poco a poco, John Paulus se hace un nombre en la escena R&B del sur de Florida y comienza a trabajar y a grabar con Willie George Hale.
Al principio de los años 1970, John Paulus estudia el Jazz en la Universidad de Miami. Sus profesores son, entre otros, el guitarrista de Jazz Pat Metheny, el virtuoso del saxo tenor Whit Sidener y la leyenda del saxofón barítono Jerry Mulligan.
En 1976, John Paulus muda a Los Ángeles donde integra el Angel City Rhythm Band y da conciertos con gigantes del blues pasando por la ciudad, de los cuales Albert Collins, Lowell Fulson y Big Mama Thornton. También toca el bajo con el cantante Andy Russell.
John Paulus toca también con otros artistas que trabajan con TK Récords, entre ellos Betty Wright Benny Latimore y Harry Wayne Casey de KC and the Sunshine Band. En 1980, Paulus aparece en el álbum Cat In The Hat de Bobby Caldwell, con el cual se va de gira a Japón. En 1983, toca la guitarra y el bajo para el álbum Friends del cantante reggae Bob Andy. También aparece en varias canciones de King Sporty. Durante estas sesiones de grabación, hace amistad con el bajsta Jaco Pastorius, que se convierte en su profesor. Este último le da ganas de interesarse más al instrumento, y más tarde a su versión fretless.

### Años 1990
En 1995, John Paulus íntegro los Bluesbreakers de John Mayall al bajo de 5 cuerdas. Va de gira con el grupo durante cinco años y graba Blues For The Lost Days y Padlock Se The Blues. En 2000, toca el bajo para The Light del rapero estadounidense Common.

### Canned Heat
En 2000, John Paulus integra Canned Heat, hasta el 2005. Graba Friends In The Can con el grupo. En octubre de 2012, después de una pausa de 7 años, vuelve con Canned Heat en sustitución de Harvey Mandel, forzado a abandonar la banda por problemas de salud. En la banda, toca la guitarra solista y el bajo, y canta dos de las canciones más conocidas de Canned Heat :  On the Road Again y Going Up the Country.

## Discografía[6]

### Con Bobby Caldwell
- 1980 : Cat In The Hat

### Con Bob Andy
- 1983 : Friends

### Con John Mayall & The Bluesbreakers
- 1997 : Blues For The Lost Days
- 1999 : Padlock Se The Blues

### Con Canned Heat
- 2003 : Friends In The Can
- 2015 : Songs From The Road

## Enlaces
- Wikimedia Commons alberga una categoría multimedia sobre John Paulus.

http://www.cannedheatmusic.com/biographies.pdf Archivado el 8 de septiembre de 2015 en Wayback Machine.
https://www.facebook.com/John-JP-Paulus-102755200137923/?fref=ts